# Georgiacetus
Georgiacetus — вимерлий рід стародавніх китів, відомий з еоценового періоду Сполучених Штатів. Скам'янілості відомі з Джорджії, Алабами та Міссісіпі, а скам’янілості протоцетид із правильного періоду часу, але ще не підтверджені як Georgiacetus, були знайдені в Техасіта Південній Кароліні.

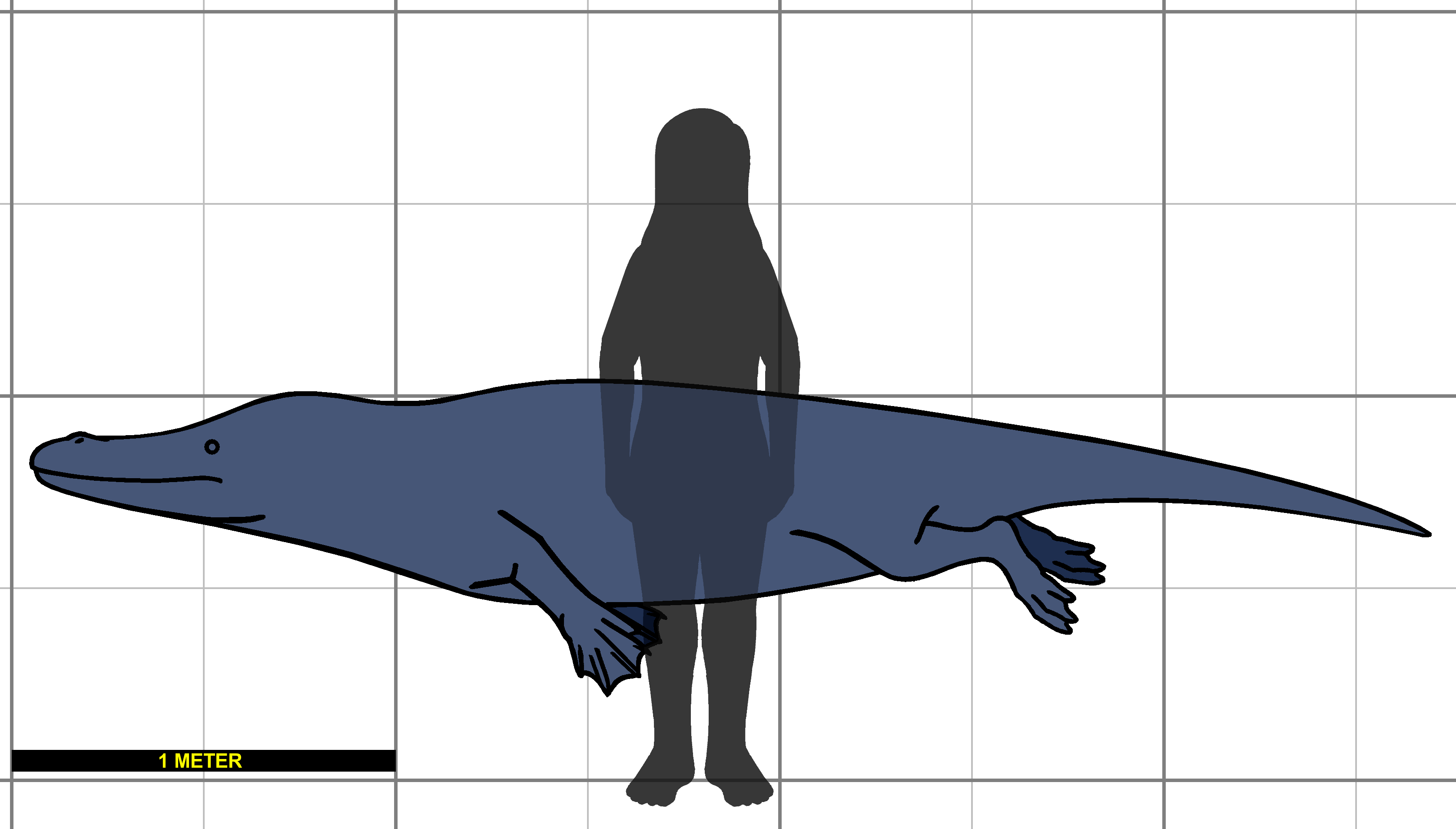
Зображення, що показує розмір Georgiacetus порівняно з людиною

У 2008 році створено нову кладу, Pelagiceti, для спільного предка Basilosauridae і всіх його нащадків, включаючи Neoceti, живих китоподібних. Він помістив Georgiacetus біля основи цієї клади разом з Eocetus і, можливо, Babiacetus через припущену присутність пливця і дуже стиснутих задніх хвостових хребців у цих родах.
Georgiacetus — це вимерлий протоцетид (ранній кит), який жив близько 40 мільйонів років тому і полював у багатих прибережних морях із течією Суванні, які колись покривали південний схід США. Це було на самому ранньому бартонському етапі еоценової епохи (від 40,5 до 37,2 мільйонів років тому). Сучасні дослідження встановлюють, що Georgiacetus є сполучною ланкою між протоцетидами і сучасними китами, що робить кита Джорджії важливим з наукової точки зору предком усіх сучасних китів.

## Відкриття
Georgiacetus був відкритий 1983 року під час будівництва атомної електростанції в окрузі Берк, штат Джорджія (у пласті Лютеціан Блю Блаф).

## Палеосередовище
Глобальний рівень моря був приблизно на 40 м вище сучасного рівня, коли жили ці кити. Скам'янілості були виявлені за 150 км вглиб країни від сучасного узбережжя. Виявлені скам'янілості безхребетних разом з основною масою кісток показали, що кит загинув неподалік від берега в мілководному середовищі, що знаходиться приблизно за 48 км від берегової лінії (сьогодні Лінія падіння Джорджії).